# Micropsyrassa glabrata
Micropsyrassa glabrata is een keversoort uit de familie van de boktorren (Cerambycidae). De wetenschappelijke naam van de soort werd voor het eerst geldig gepubliceerd in 1966 door Martins & Chemsak.